# エドウィン・ノリス
エドウィン・ノリス（Edwin Norris、1795年10月24日 - 1872年12月10日）は、イギリスの文献学者、東洋学者。主に楔形文字碑文の研究で知られる。

## 経歴
1798年、サマセットのトーントンで生まれた。1818年からロンドンにあるイギリス東インド会社の事務所で働いていたが、1837年に退職して王立アジア協会の副書記に就任し、同協会の機関誌(Journal of the Royal Asiatic Society)の編集者を長期にわたってつとめた。1859年に書記に就任した。1861年には名誉書記・図書館員の地位を与えられた。
ノリスはボン大学から名誉文献学博士の学位を贈られた。1872年にブロンプトンの自宅で没した。

## 業績
ノリスは、ローリンソンが筆写したベヒストゥン碑文のうち、現在エラム語として知られる部分（ノリスは「スキタイ語」と称した）を1852年に解読とともに発表した。
- “Memoir on the Scythic Version of the Behistun Inscription”. The Journal of the Royal Asiatic Society of Great Britain and Ireland 15:  1-52,61-213,53-60. (1855). JSTOR 25228656.

エラム語はまず1840年代にヴェスタゴーが解読を発表し、ついでヒンクスが修正を行った。ノリスはエラム語楔形文字とアッカド語楔形文字との間に密接な関係があることを指摘し、これによって解読が大きく進歩した。
ノリスの『アッシリア語辞典』は1868年から1872年までかけて3冊が出版されたが、未完に終わった。
- Assyrian Dictionary. 1. London: Williams and Norgate. (1868) 2巻 3巻

コーンウォール語文献に関する著書もある。
- The Ancient Cornish Drama. 1. Oxford: University Press. (1869) 2巻
- Sketch of Cornish Grammar. Oxford: University Press. (1869)（上の著書からコーンウォール語文法に関する箇所を抜きだしたもの）

ほかにカローシュティー文字で書かれたアショーカ王碑文や西アフリカの言語も研究した。
- “On the Kapur-di-Giri Rock Inscription”. The Journal of the Royal Asiatic Society of Great Britain and Ireland 8:  303-307. (1846). JSTOR 25207615.
- Grammar of the Bornu or Kanuri Languages, with Dialogues, Translations, and Vocaburary. London: Harrison & sons. (1853)